# The World, the Flesh and the Devil
The World, the Flesh and the Devil é um filme de drama mudo britânico de 1914, dirigido por Floyd Martin Thornton. É agora considerado um filme perdido.

## Elenco
- Frank Esmond – Nicholas Brophy
- Stella St. Audrie – Caroline Stanger
- Warwick Wellington – Sir James Hall
- Charles Carter – Rupert Stanger / Dyke
- Rupert Harvey – Robert Hall
- Jack Denton – George Grigg